# Kalvarienberg in Füssen

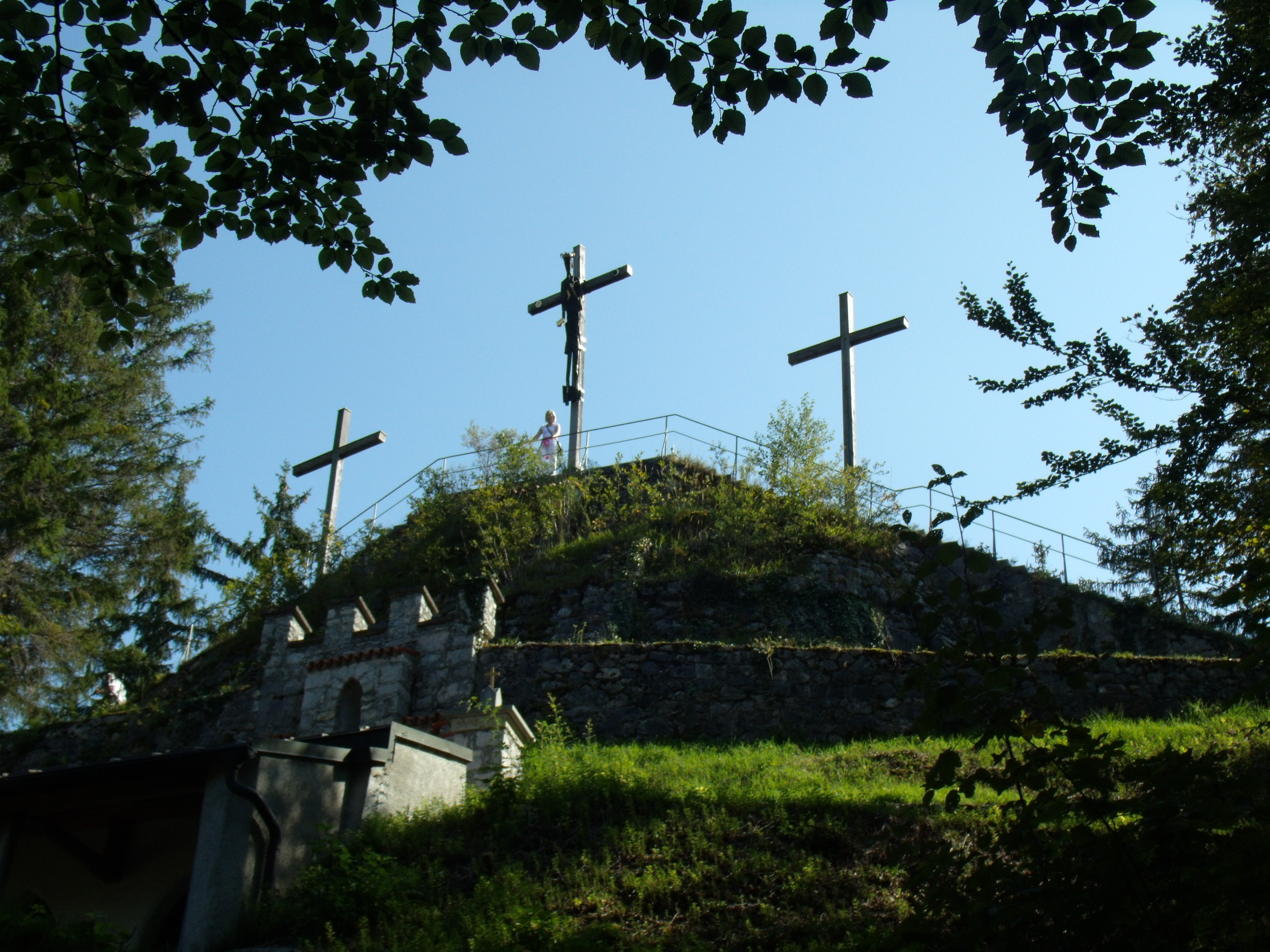
Gipfelbereich des Kalvarienbergs Füssen

Der Kalvarienberg in Füssen ist ein Kalvarienberg und Kreuzweg in Füssen, der im 19. Jahrhundert entstand.

## Lage

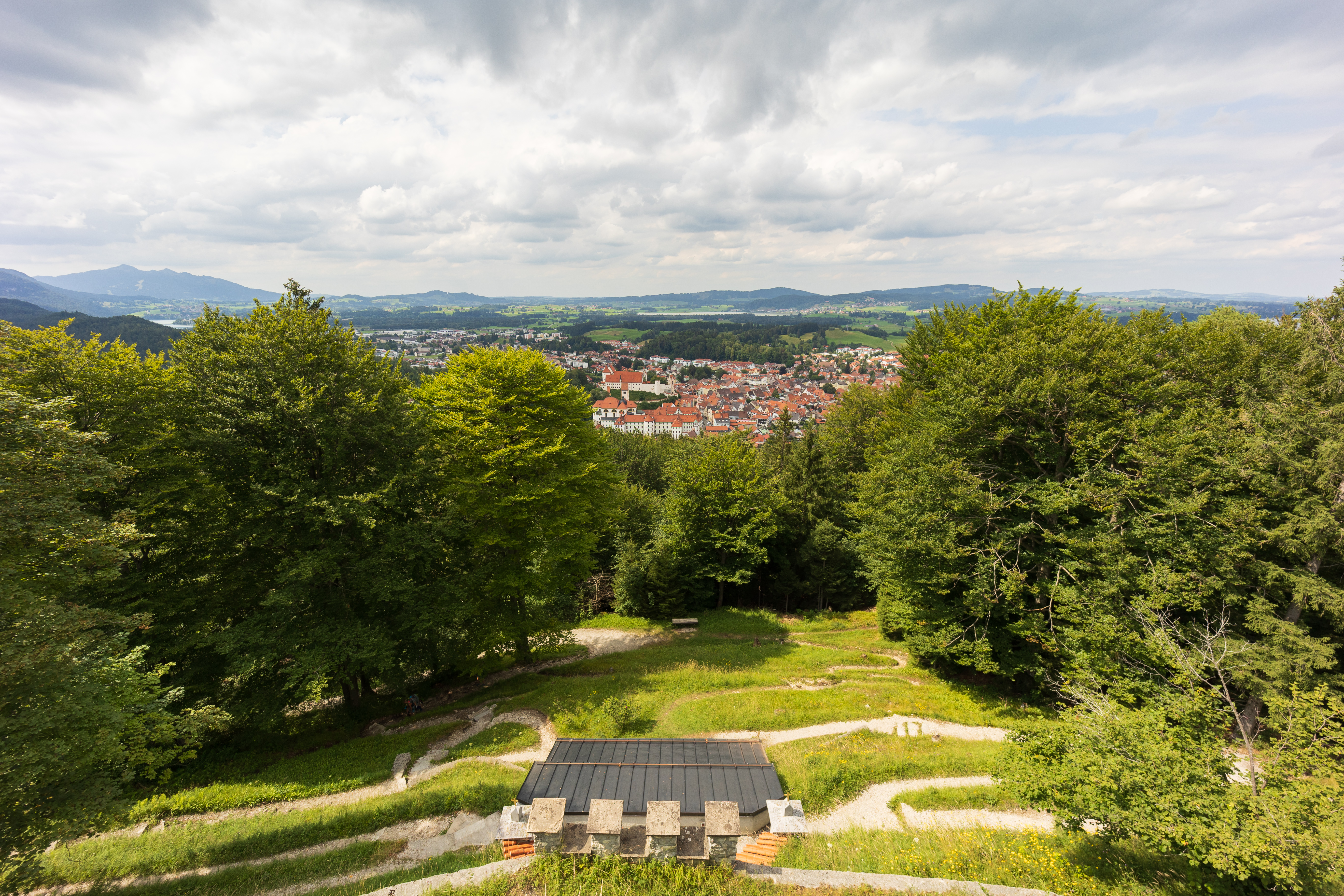
Blick vom Gipfel auf Füssen

Der Kalvarienberg hieß früher Hutlerberg (auch Hutlersberg) und ist Teil des Höhenzugs, der sich am südlichen Lechufer in West-Ost-Richtung bis zum Kienberg (996 m) erstreckt und die Stadt Füssen nach Süden begrenzt. Zwischen Kalvarienberg und Lech liegen der Magnustritt nahe des Lechfalls mit Klamm, das Gelände der ehemaligen Hanfwerke Füssen auf dem Lechgries und der schmale Häuserstreifen an der Schwangauer Straße und am Anfang der Tiroler Straße („Russländle“ genannt). Die Altstadt von Füssen liegt gegenüber auf der nördlichen Seite des Lechs. Südöstlich des Kalvarienbergs liegt der Schwanseepark.
Der Aufstieg zum Kalvarienberg mit ungefähr 150 m Höhenunterschied beginnt an der Frauenkirche am Berg an der Tiroler Straße. Die Gipfelplattform des Kalvarienbergs liegt auf 953 m. Von ihr hat man eine Aussicht nach Norden auf Füssen mit ehemaligem Kloster St. Mang und Hohem Schloss, das Alpenvorland mit Weißensee, Hopfensee und Forggensee, nach Osten auf die Königsschlösser Neuschwanstein und Hohenschwangau, den Schwansee, Tegelberg, Hohen Straußberg und Säuling, und nach Westen auf den renaturierten Lech bei Vils und die Tannheimer Berge.
Der Kalvarienberg liegt in einem Landschaftsschutzgebiet, Vogelschutzgebiet und FFH-Gebiet. Am Südhang des Kalvarienbergs ist ein ehemaliger Steinbruch, in dem der Klettergarten Ziegelwies und ein Spielplatz mit Summstein, Lithophon und Drehstein-Ei angelegt ist. Der Steinbruch gehört zu den vom Bayerischen Umweltamt erfassten Geotopen mit einem Aufschluss der Partnach-Formation.

## Geschichte

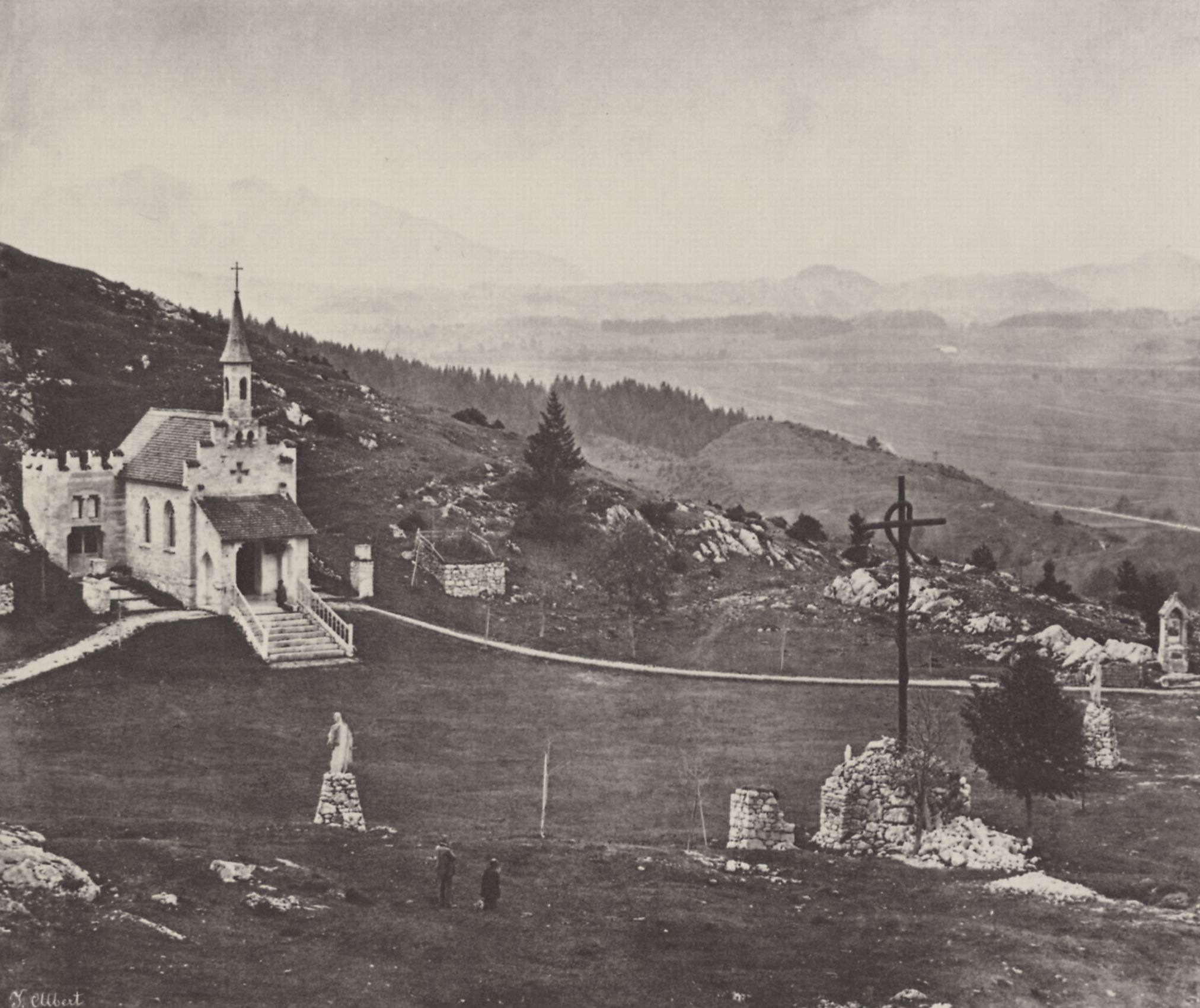
Ursprünglich war der Kalvarienberg nicht bewaldet (1857)

Der Kalvarienberg wurde von 1837 bis 1842 errichtet und bis um 1900 erweitert. Initiator war der damalige Stadtpfarrer Johann Baptist Graf (1802–1862). Grafs religiöses Leben stand in der Tradition von Johann Michael Sailer. Als das Schloss Hohenschwangau renoviert und neu gestaltet wurde, fanden viele Maler Arbeit im Schloss und später bei der Gestaltung der Kapellen. Auch der Kronprinz Maximilian unterstützte den Bau und vermittelte für die Gipfelkapelle den Erwerb einer wertvollen Reliquie: einen Splitter aus dem Kreuz Christi. Als Gegenleistung wurde das Ewige Licht damals so angebracht, dass es vom Schloss Hohenschwangau aus nachts sichtbar war.
König Ludwig II., Erbauer von Neuschwanstein, beteiligte sich öfters an den Karfreitagsprozessionen auf den Berg. Am letzten Karfreitag wenige Wochen vor seiner Entmündigung und seinem Tod stieg Ludwig alleine auf den Kalvarienberg und betete an seinen Stationen. Auch Erzherzog Rainer Joseph von Österreich besuchte den Berg.
1983 bis 1985 wurden die Bauten des Kalvarienbergs total renoviert. Dabei wurde eine moderne Kreuzweggruppe hinzugefügt und die Kreuzigungsgruppe um eine moderne Christusfigur erweitert. 2004 fand auf dem Kalvarienberg eine Prozession mit dem Weltjugendkreuz im Vorfeld des Weltjugendtages 2005 in Köln statt, woran eine Gedenktafel am Eingang der Grabkapelle erinnert. 2018 wurde die Kreuzigungsgruppe durch einen schweren Sturm beschädigt und 2019 nach einer Restaurierung wieder aufgestellt.

## Bauwerke und Ausstattung

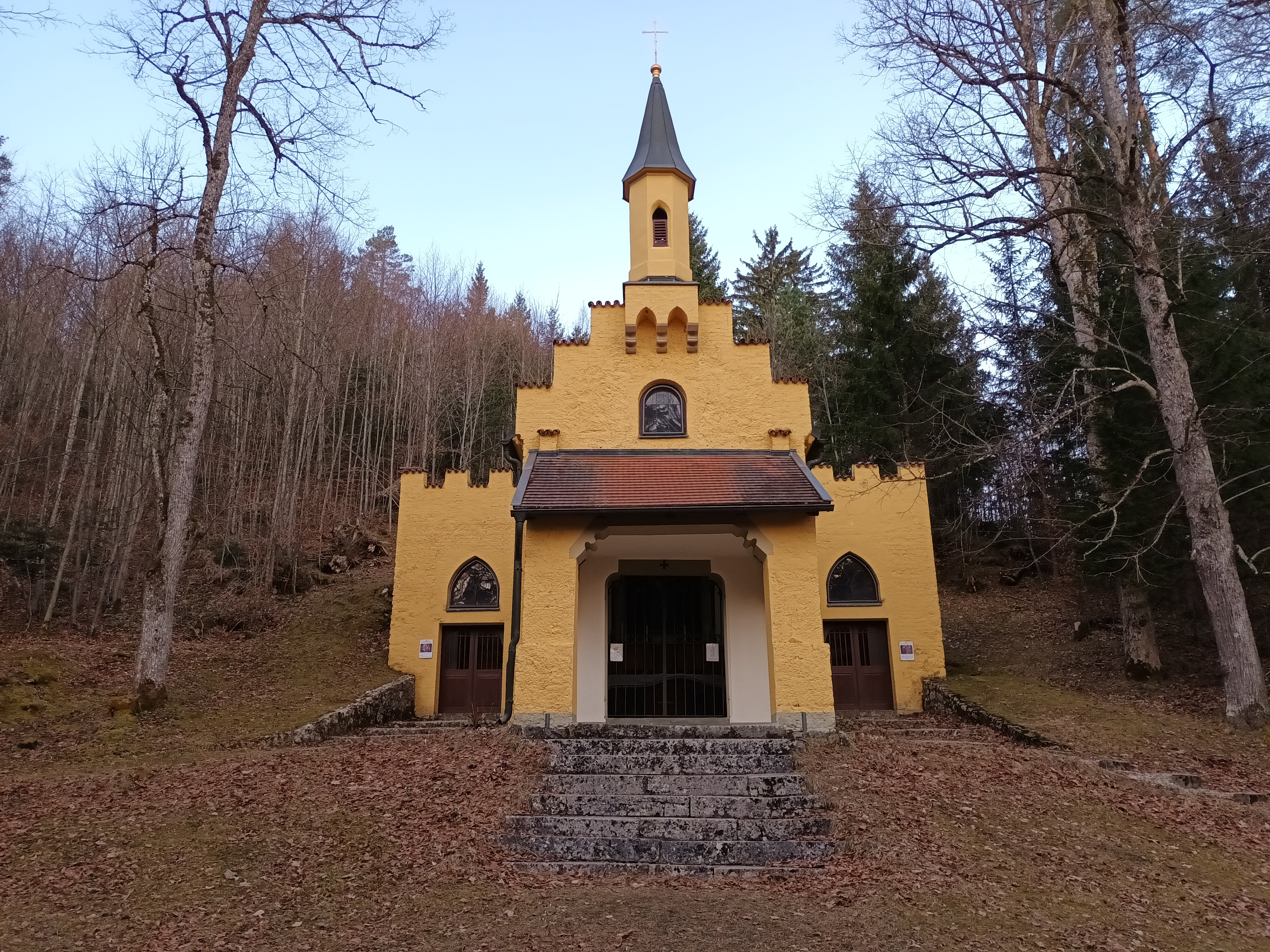
Marienkapelle

Die Stationskapellen des Kalvarienbergs sind im neugotischen Stil erbaut und mit Bildern und Figuren im Stil der Nazarener ausgestattet, die von verschiedenen Künstlern, teils als Kopie existierender Werke, geschaffen wurden. Die Ausstattung ist heute im Vergleich zu früher reduziert.
Der Weg des Kalvarienbergs beginnt an der Abschied-Jesu-Kapelle, die 1854 an der Ostseite der Frauenkirche am Berg eingebaut wurde. Der Kreuzweg hat 14 Stationen. Die Stationen I., II., V., VI., VII. und VIII. sind einfache Kapellengebäude, die von 1851 bis 1886 als Ersatz für die anfänglich vorhandenen Stationsbildstöcke erbaut wurden. Rechts des Weges zur I. Station war früher in einer Felsspalte eine Ölberggrotte angelegt, die heute leer steht. Oberhalb der II. Station erinnert ein 1864 errichteter neugotischer Sandsteinpfeiler an den Erbauer des Kalvarienbergs Stadtpfarrer Johann Baptist Graf.
Auf der Hirschwiese, einer Waldlichtung auf halber Höhe des Berges, befinden sich die Marienkapelle, ein Kreuz mit Eherner Schlange vor einem Marienbrunnen und eine moderne Kreuzweggruppe. Die Marienkapelle wurde 1842 erbaut und 1850 um zwei Seitenkapellen erweitert, in denen die Stationen III. und IV. sind. Bei ihrer Erweiterung wurde sie mit einer 2,60 Meter hohen, aus Gips gefertigten Patrona-Bavariae-Figur des Allgäuer Bildhauers Konrad Eberhard ausgestattet. Eberhard hegte damals auch Pläne, eine Kolossalstatue der Patrona Bavariae als bayerisches Nationaldenkmal zu schaffen, wobei er als Standort neben dem Ettaler Mandl auch den Füssener Kalvarienberg in Betracht zog, konnte seine Pläne aber nicht verwirklichen.

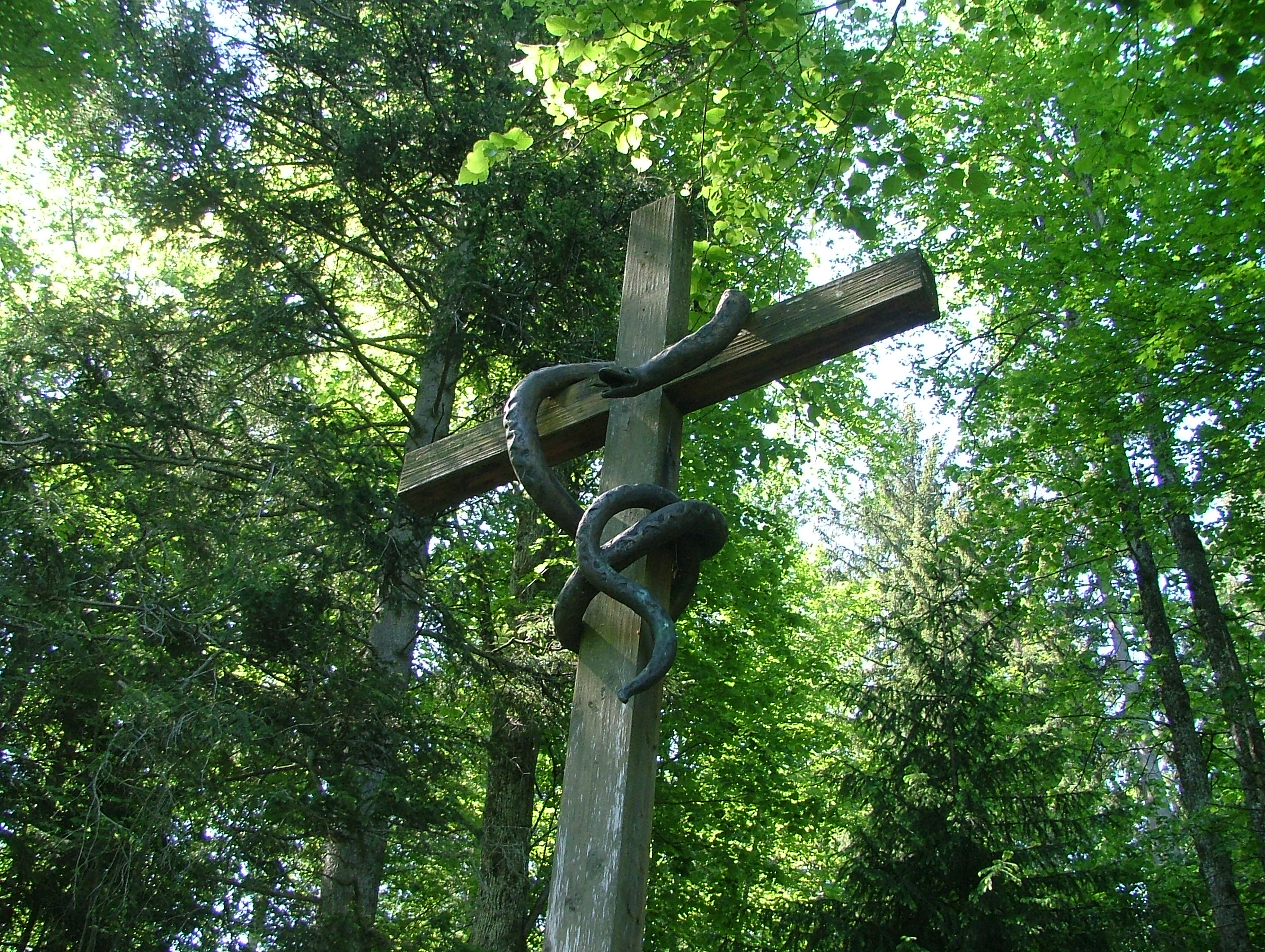
Eherne Schlange

Das Kreuz mit Eherner Schlange wurde 1842 errichtet und stand zuerst gegenüber der Marienkapelle am Ort der heutigen Kreuzweggruppe auf einem großen Steinsockel mit Reliefs, die weitere alttestamentarische Motive zeigten. Der Marienbrunnen ist ein grottenähnliches, aus Bruchsteinen gemauertes Bauwerk, das 1847 errichtet wurde. Er erinnert an den biblischen Brunnen in Nazareth, aus dem Maria Wasser schöpfte, und enthielt früher einen Brunnen, der von einer Regenquelle gespeist wurde. Die Kreuzweggruppe ist eine Kunststeinskulptur, die 1983 vom Füssener Bildhauer Alois Vogler geschaffen wurde und den kreuztragenden Christus, Veronika mit dem Schweißtuch und einen modernen, sich von Christus abwendenden Jedermann darstellt.

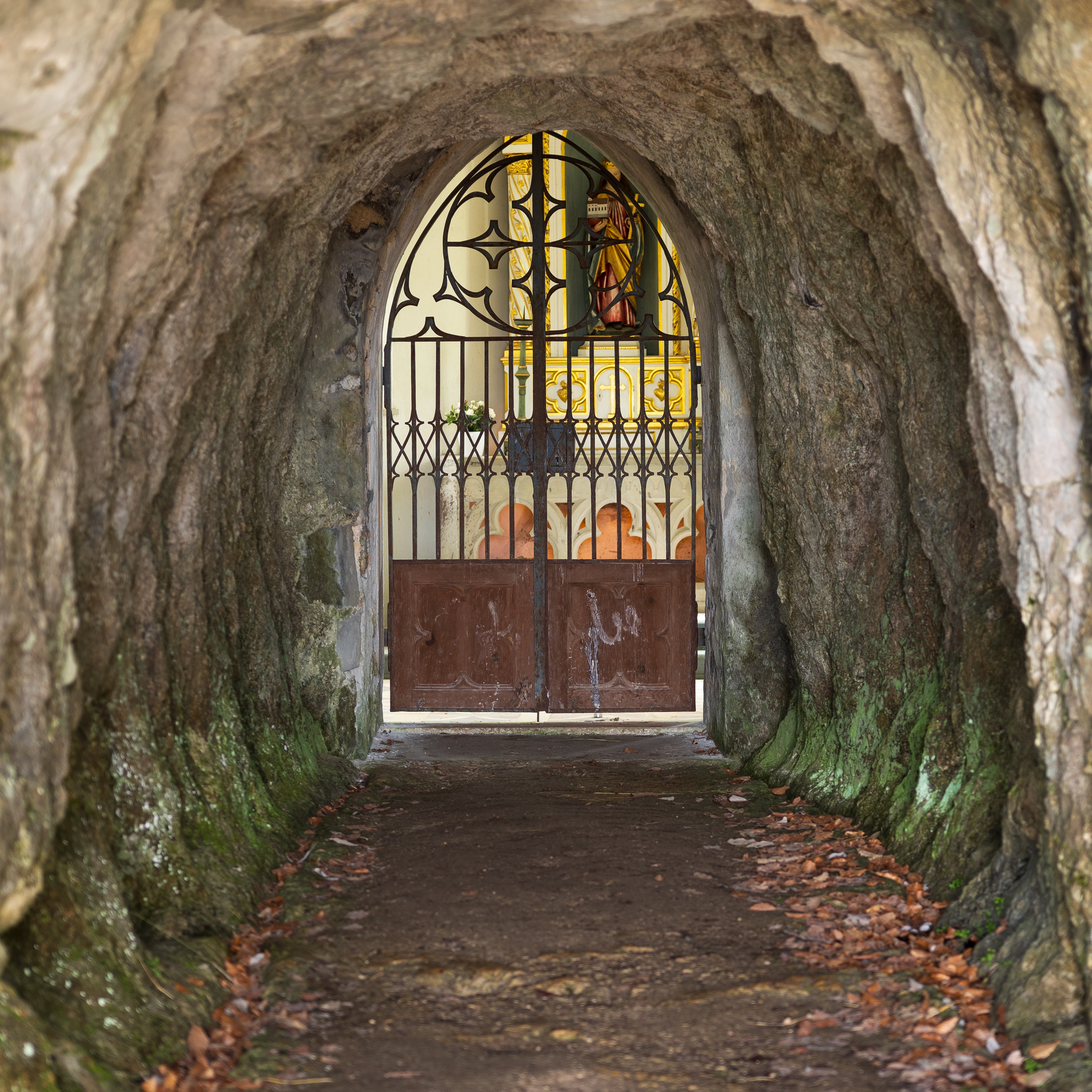
Durchgang durch die Bergkuppe zur Grabkapelle

Auf der Bergkuppe befinden sich mehrere Bauten: die Kerkerkapelle, die Grabkapelle, die Kreuzkapelle und die Gipfelplattform mit Kreuzigungsgruppe. Die Grabkapelle ist die XIV. Station. Sie war zunächst in einem Felsriss angelegt und wurde 1843 auf der Südseite des Berges neu erbaut, wobei der Zugang von Norden durch einen Gang durch die Bergkuppe erfolgt. Der Zugang hat ein zinnenbekröntes Portal, das 1861 gebaut wurde. Der Altar wurde von Konrad Eberhard entworfen, die Leichnam-Christi-Figur befand sich zuvor in der Annakapelle des Klosters St. Mang und wird Bartholomäus Steinle zugeschrieben. Die Kapelle wird durch ein gelbes Fenster von hinten beleuchtet. Neben der Kapelle ist eine kleine Kammer mit Fenster zum Altar, zu der damals nur das Kronprinzenpaar Max und Marie einen Schlüssel besaßen und die sie ungesehen durch einen Eingang an der Südseite, vom Schwanseepark aus kommend, betreten konnten.
Die Kerkerkapelle wurde 1846 unterhalb der Grabkapelle in den Berghang gebaut. 1856 stürzte sie ein und wurde 1861 mit zwei Seitenkapellen neu errichtet, in denen die Stationen IX. und X. sind. Die Christusfigur wurde vom Füssener Bildhauer Johann Fichtl geschaffen, einem Schüler von Konrad Eberhard.

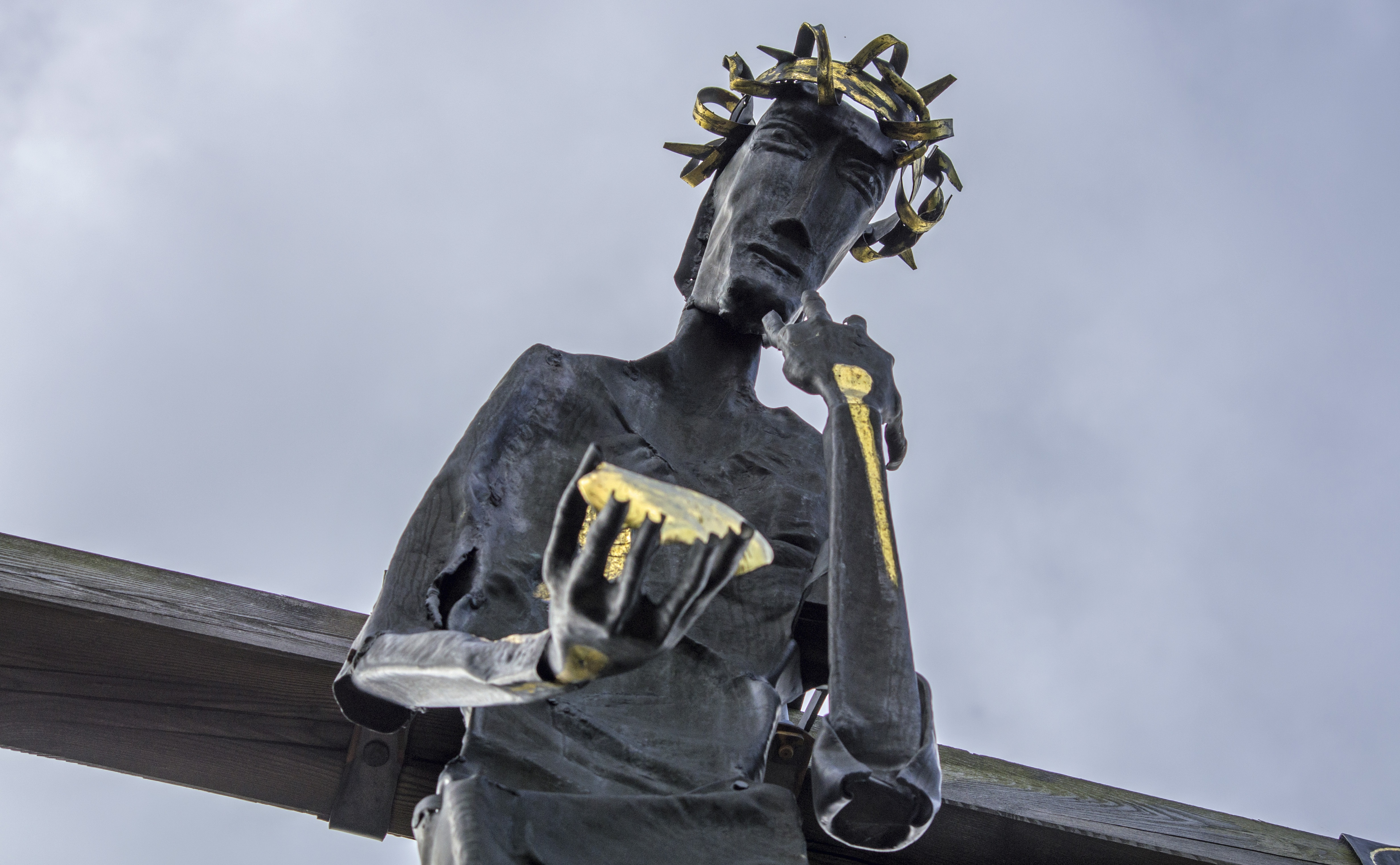
Christusfigur der Kreuzigungsgruppe

Die Kreuzkapelle wurde 1859 für die Aufbewahrung der Kreuzsplitter-Relique erbaut, wobei für ihren Bau der Gipfelfelsen entfernt wurde. Sie ist die XII. Station und mit einer Mater-Dolorosa-Statue von Konrad Eberhard unter einem Kruzifix ausgestattet. In zwei Seitenkapellen sind die Stationen XI. und XIII. Im selben Gebäude ist gegenüber die Panoramakapelle mit einem vierteiligen Panoramagemälde des biblischen Jerusalems, das vom Stadtpfarrer Graf selbst nach einem Entwurf von Simon Quaglio gemalt wurde. Auf dem Dach des Gebäudes ist die Gipfelplattform mit Kreuzigungsgruppe, zu der an beiden Seiten Außentreppen führen. Die Kreuzigungsgruppe hat eine moderne überlebensgroße Figur des auferstandenen Christus aus getriebenem Kupferblech, die 1985 vom Allgäuer Künstler Roman Harasymiw geschaffen wurde.